# Día Mundial de la Leche
El Día Mundial de la Leche es una fecha que se conmemora anualmente el 1 de junio desde 2001, propuesto por la Organización de las Naciones Unidas para la Alimentación y la Agricultura (FAO) ese mismo año.

## Proclamación
El Día Mundial de la Leche fue propuesto en 2001 por la FAO para celebrar todos los aspectos relacionados con la leche y la industria láctea. Esta iniciativa surgió con el objetivo de centrar la atención en la leche como alimento global y difundir las actividades vinculadas a este sector. La elección de la FAO como entidad promotora subraya la importancia de la leche en la alimentación y economía mundial.

## Celebración
Se eligió el 1 de junio para la celebración de este día debido a que varios países ya realizaban celebraciones nacionales de la leche en fechas cercanas, como el National Dairy Month del mes de junio en Estados Unidos. Originalmente se propuso finales de mayo, pero se ajustó a junio por países como China, que indicaron tener numerosas festividades en mayo. Si bien la mayoría de los países celebran este día el 1 de junio, algunos como National Milk Day en la India que los hace en noviembre. El primer Día Mundial de la Leche se celebró en el año 2001.

## Temas
- 2001: The potency of milk and the milk industry ('La potencia de la leche y la industria láctea')[7]
- 2006[8]
- 2011[9]
- 2012: Drink Fresh Milk, Body Fit, Smart Brain ('Bebe leche fresca, cuerpo en forma, cerebro inteligente')[10][11]
- 2013: Milk for Health and Prosperity of Southeast Asian region ('Leche para la salud y la prosperidad de la región del sudeste asiático')[11]
- 2014: Milk is the First Food for Human” and “World Class Nutrition ('La leche es el primer alimento para el humano' y 'Nutrición de clase mundial')[11][12]
- 2015: Milk is the First Food for Human ('La leche es el primer alimento para el humano')[11][13]
- 2016: Raise a Glass ('Levanta un vaso')[11][14]
- 2017: Economic Development, Livelihoods, Nutrition, ('Desarrollo económico, medios de vida, nutrición')[11][15][16]
- 2018: Drink Move Be Strong ('Bebe, muévete, sé fuerte')[11][17]
- 2019: Drink Milk: Today & Everyday, ('Bebe leche: hoy y todos los días')[11][18][19]
- 2020: 20th Anniversary of World Milk Day, ('20º Aniversario del Día Mundial de la Leche')[11][20][21]
- 2021: Sustainability in the dairy sector along with empowering the environment, nutrition, and socio-economic ('Sostenibilidad en el sector lácteo junto con el empoderamiento del ambiente, la nutrición y el socioeconómico')[11][22]
- 2022: Dairy Net Zero ('Rutas hacia cero emisiones en el sector lácteo')[4][11][23]
- 2023[24]
- 2024[25]

## Controversia
En respuesta a este evento, se creó un “Día Mundial de la Leche Vegetal” en 2017, que se celebra anualmente el 22 de agosto. Sus objeciones al Día Mundial de la Leche se centran en el impacto ambiental, los efectos en la salud y el abuso animal de la industria láctea. El movimiento es promovido por el uso del hashtag #WorldPlantMilkDay.